# Hudoljetnica
Hudoljetnica (lat. Erigeron), biljni rod iz porodice glavočika kojemu pripada preko 460 vrsta jednogodišnjeg i dvogodišnjeg raslinja i trajnica čija je domovina Sjeverna Amerika, odakle su se neke vrste raširile po drugim krajevima svijeta. 
Na području Hrvatske rastu kamenjarska hudoljetnica (Erigeron acris), Erigeron karvinskianus, oštra hudoljetnica (Erigeron acer) s Velebita i Biokova i jednogodišnja krasolika (Erigeron annuus), a sve su one došle s američkog kontinenta. Kanadska hudoljetnica (E. canadensis) je uvezena u Europu i Hrvatsku.

## Vrste
1. Erigeron abajoensis Cronquist
2. Erigeron acomanus Spellenb. & P. J. Knight
3. Erigeron acris L.
4. Erigeron adscendens (Greenm.) Turcz.
5. Erigeron aequifolius H. M. Hall
6. Erigeron algidus Jeps.
7. Erigeron aliceae Howell
8. Erigeron allisonii D. B. Poind., B. R. Keener & Noyes
9. Erigeron allochrous Botsch.
10. Erigeron allocotus S. F. Blake
11. Erigeron alpicola (Makino) Makino
12. Erigeron alpiniformis Cronquist
13. Erigeron alpinus L.
14. Erigeron altaicus Popov
15. Erigeron alternifolius (Lawesson & Adsersen) N. Andrus & Tye
16. Erigeron altissimus R. R. Stewart
17. Erigeron anchana G. L. Nesom
18. Erigeron andicola DC.
19. Erigeron angulosus Gaudin
20. Erigeron angustissimus Lindl. ex DC.
21. Erigeron anisophyllus Rech. fil.
22. Erigeron annuactis G. L. Nesom
23. Erigeron annuus (L.) Pers.
24. Erigeron aphanactis (A. Gray) Greene
25. Erigeron apiculatus Benth.
26. Erigeron aquarius Standl. & Steyerm.
27. Erigeron arabidifolius (J. Rémy) comb. ined.
28. Erigeron arachnoideus Bornm.
29. Erigeron aragonensis F. Vierh.
30. Erigeron arenarioides (D. C. Eaton ex A. Gray) Rydb.
31. Erigeron argentatus A. Gray
32. Erigeron arisolius G. L. Nesom
33. Erigeron arizonicus A. Gray
34. Erigeron asperugineus (D. C. Eaton) A. Gray
35. Erigeron astranthioides De Jong & G. L. Nesom
36. Erigeron atticus Vill.
37. Erigeron aurantiacus Regel
38. Erigeron aureus Greene
39. Erigeron azureus Regel ex Popov
40. Erigeron badachschanicus Botsch.
41. Erigeron baicalensis Botsch.
42. Erigeron barbarensis G. L. Nesom & T. Van Devender
43. Erigeron barbellulatus Greene
44. Erigeron basalticus Hoover
45. Erigeron basaseachensis G. L. Nesom
46. Erigeron basilobatus S. F. Blake
47. Erigeron bellidiastroides Griseb.
48. Erigeron bellidiastrum Nutt.
49. Erigeron bellidiformis Popov
50. Erigeron bellioides DC.
51. Erigeron bigelovii A. Gray
52. Erigeron biolettii Greene
53. Erigeron blakei Cabrera
54. Erigeron blochmaniae Greene
55. Erigeron bloomeri A. Gray
56. Erigeron boelckei (Cabrera) comb. ined.
57. Erigeron bonariensis L.
58. Erigeron borealis (F. Vierh.) Simmons
59. Erigeron brachycephalus H. Lindb.
60. Erigeron breviscapus (Vaniot) Hand.-Mazz.
61. Erigeron breweri A. Gray
62. Erigeron burejensis Barkalov
63. Erigeron burkartii (Zardini) comb. ined.
64. Erigeron bustillosianus (J. Rémy) comb. ined.
65. Erigeron cabelloi A. Pujadas, García-Salmones & E. López
66. Erigeron caeruleus Urb.
67. Erigeron caespitans Kom.
68. Erigeron caespitosus Nutt.
69. Erigeron calcicola Greenm.
70. Erigeron calderae A. Hansen
71. Erigeron calvus Coville
72. Erigeron campanensis Valdeb., Lowrey & Stuessy
73. Erigeron canaani S. L. Welsh
74. Erigeron canadensis L.
75. Erigeron canus A. Gray
76. Erigeron capillipes (S. Moore) comb. ined.
77. Erigeron capillipes Ekman ex Urb.
78. Erigeron caramanicus Bornm.
79. Erigeron cardaminifolius (Kunth) Wedd.
80. Erigeron cascadensis A. Heller
81. Erigeron catharinensis (Cabrera) comb. ined.
82. Erigeron caucasicus Steven
83. Erigeron caulinifolius G. L. Nesom
84. Erigeron cavernensis S. L. Welsh & N. D. Atwood
85. Erigeron cedretorum Rech. fil.
86. Erigeron celerieri Emb. & Maire
87. Erigeron cervinus Greene
88. Erigeron chiangii G. L. Nesom
89. Erigeron chihuahuanus Greene
90. Erigeron chioneus (S. Díaz & A. Correa) comb. ined.
91. Erigeron chionophilus Wedd.
92. Erigeron chrysopsidis A. Gray
93. Erigeron cieloensis G. L. Nesom
94. Erigeron cilicicus Boiss. ex F. Vierh.
95. Erigeron cinereus Hook. & Arn.
96. Erigeron circulis G. L. Nesom
97. Erigeron clokeyi Cronquist
98. Erigeron columnaris G. L. Nesom
99. Erigeron compactus S. F. Blake
100. Erigeron compositus Pursh
101. Erigeron concinnus (Hook. & Arn.) Torr. & A. Gray
102. Erigeron conditii D. J. Keil
103. Erigeron consimilis Cronquist
104. Erigeron conyzoides F. Muell.
105. Erigeron copiapinus (Phil.) comb. ined.
106. Erigeron cordatus (Kuntze) Cabrera
107. Erigeron coronarius Greene
108. Erigeron coroniglandifer G. L. Nesom
109. Erigeron corymbosus Nutt.
110. Erigeron coulteri Porter & Coult.
111. Erigeron crenatus Eastw. ex I. M. Johnst.
112. Erigeron cronquistii Maguire
113. Erigeron cuatrocienegensis G. L. Nesom
114. Erigeron cuneifolius DC.
115. Erigeron cyanactis Rech. fil.
116. Erigeron dactyloides (Greenm.) G. L. Nesom
117. Erigeron daenensis F. Vierh.
118. Erigeron darrellianus Hemsl.
119. Erigeron darwinii R. Kr. Singh
120. Erigeron davisii (Cronquist) G. L. Nesom
121. Erigeron decrescens G. L. Nesom & C. M. Roll
122. Erigeron decumbens Nutt.
123. Erigeron delphinifolius Willd.
124. Erigeron denalii A. Nelson
125. Erigeron depilis (Phil.) comb. ined.
126. Erigeron deserticolus (Phil.) comb. ined.
127. Erigeron disparipilus Cronquist
128. Erigeron dissectus Urb.
129. Erigeron divaricatus Michx.
130. Erigeron divergens Torr. & A. Gray
131. Erigeron dolomiticola (J. R. Allison) D. B. Poind., B. R. Keener & Noyes
132. Erigeron domingensis Urb.
133. Erigeron droebachiensis O. F. Müll.
134. Erigeron dryophyllus A. Gray
135. Erigeron eatonii A. Gray
136. Erigeron ecuadoriensis Hieron.
137. Erigeron elatior (A. Gray) Greene
138. Erigeron elatus (Hook.) Greene
139. Erigeron elborsensis Boiss.
140. Erigeron elegantulus Greene
141. Erigeron elmeri (Greene) Greene
142. Erigeron emodi I. M. Turner
143. Erigeron engelmannii A. Nelson
144. Erigeron epiroticus (F. Vierh.) Halácsy
145. Erigeron eriocalyx (Ledeb.) F. Vierh.
146. Erigeron eriocephalus J. Vahl
147. Erigeron eruptens G. L. Nesom
148. Erigeron evermannii Rydb.
149. Erigeron exilis A. Gray ex S. Watson
150. Erigeron eximius Greene
151. Erigeron fasciculatus Colla
152. Erigeron fernandezianus (Colla) Solbrig
153. Erigeron filifolius (Hook.) Nutt.
154. Erigeron flabellifolius Rydb.
155. Erigeron flagellaris A. Gray
156. Erigeron flagellifolius Cabrera
157. Erigeron flettii G. N. Jones
158. Erigeron floribundus (Kunth) Sch. Bip.
159. Erigeron foliosus (Phil.) comb. ined.
160. Erigeron foliosus Nutt.
161. Erigeron formosissimus Greene
162. Erigeron forreri (Greene) Greene
163. Erigeron fraternus Greene
164. Erigeron frigidus Boiss. ex DC.
165. Erigeron fuertesii Urb.
166. Erigeron fukuyamae Kitam.
167. Erigeron fundus G. L. Nesom
168. Erigeron galeottii (Hemsl.) Greene
169. Erigeron garrettii A. Nelson
170. Erigeron geiseri Shinners
171. Erigeron gilliesii (Hook. & Arn.) Cabrera
172. Erigeron glabellus Nutt.
173. Erigeron glabratus (Phil.) comb. ined.
174. Erigeron glacialis (Nutt.) A. Nelson
175. Erigeron glandulitectus (Cabrera) comb. ined.
176. Erigeron glaucus Ker Gawl.
177. Erigeron goodrichii S. L. Welsh
178. Erigeron gracilis Rydb.
179. Erigeron granatensis W. Lippert
180. Erigeron grandiflorus Hook.
181. Erigeron greenei G. L. Nesom
182. Erigeron griersonii R. Abid & Qaiser
183. Erigeron griseus (Greenm.) G. L. Nesom
184. Erigeron guatemalensis (S. F. Blake) G. L. Nesom
185. Erigeron gypsoverus G. L. Nesom
186. Erigeron heleniae G. L. Nesom
187. Erigeron heliographis G. L. Nesom
188. Erigeron hessii G. L. Nesom
189. Erigeron heteromorphus B. L. Rob.
190. Erigeron hillii Domke
191. Erigeron himalayensis F. Vierh.
192. Erigeron hintoniorum G. L. Nesom
193. Erigeron hirtellus DC.
194. Erigeron hispanicus (F. Vierh.) Maire
195. Erigeron hissaricus Botsch.
196. Erigeron hodgsoniae G. L. Nesom
197. Erigeron howellii (A. Gray) A. Gray
198. Erigeron humilis Graham
199. Erigeron hungaricus (F. Vierh.) Pawl.
200. Erigeron hyoseroides Griseb.
201. Erigeron hyperboreus Greene
202. Erigeron hyrcanicus Bornm. & F. Vierh.
203. Erigeron hyssopifolius Michx.
204. Erigeron illapelinus Phil.
205. Erigeron imbricatus F. Vierh.
206. Erigeron incaicus Solbrig
207. Erigeron incertus (d'Urv.) Skottsb.
208. Erigeron ingae Skottsb.
209. Erigeron inoptatus A. Gray
210. Erigeron inornatus (A. Gray) A. Gray
211. Erigeron irazuensis Greenm.
212. Erigeron jaeschkei F. Vierh.
213. Erigeron jamaicensis L.
214. Erigeron janivultus G. L. Nesom
215. Erigeron jenkinsii G. L. Nesom
216. Erigeron jonesii Cronquist
217. Erigeron kachinensis S. L. Welsh & M. O. Moore
218. Erigeron kamtschaticus DC.
219. Erigeron karvinskianus DC.
220. Erigeron katiae S. L. Welsh & N. D. Atwood
221. Erigeron kiukiangensis Y. Ling & Y. L. Chen
222. Erigeron klamathensis (G. L. Nesom) G. L. Nesom
223. Erigeron krylovii Serg.
224. Erigeron kumaunensis (F. Vierh.) Wendelbo
225. Erigeron kunshanensis Y. Ling & Y. L. Chen
226. Erigeron kuschei Eastw.
227. Erigeron lachnocephalus Botsch.
228. Erigeron lackschewitzii G. L. Nesom & W. A. Weber
229. Erigeron laevigatus Rich.
230. Erigeron lalehzaricus (Rech. fil.) Sída
231. Erigeron lanatus (A. Nelson & J. F. Macbr.) Hook.
232. Erigeron lanceolatus Wedd.
233. Erigeron lancifolius Hook. fil.
234. Erigeron lanuginosus Y. L. Chen
235. Erigeron larrainianus (J. Rémy) Cabrera
236. Erigeron lassenianus Greene
237. Erigeron lateralis (Phil.) comb. ined.
238. Erigeron latifolius Hao Zhang & Zhi F. Zhang
239. Erigeron latus (A. Nelson & J. F. Macbr.) Cronquist
240. Erigeron laxiflorus Baker
241. Erigeron lechleri Sch. Bip.
242. Erigeron leibergii Piper
243. Erigeron leiolepis Solbrig
244. Erigeron leiomerus A. Gray
245. Erigeron leioreades Popov
246. Erigeron lemmonii A. Gray
247. Erigeron lepidopodus (Rob. & Fernald) G. L. Nesom
248. Erigeron leptocladus Rech. fil.
249. Erigeron leptopetalus Phil.
250. Erigeron leptorhizon DC.
251. Erigeron leucoglossus Y. Ling & Y. L. Chen
252. Erigeron libanensis Urb.
253. Erigeron libanoticus F. Vierh.
254. Erigeron lignescens (Rusby) comb. ined.
255. Erigeron linearis (Hook.) Piper
256. Erigeron lobatus A. Nelson
257. Erigeron lonchophyllus Hook.
258. Erigeron longipes DC.
259. Erigeron lorentzii (Griseb.) Cabrera
260. Erigeron luteoviridis Skottsb.
261. Erigeron luxurians (Skottsb.) Solbrig
262. Erigeron macdonaldii G. L. Nesom
263. Erigeron macrophyllus (Spreng.) comb. ined.
264. Erigeron macrophyllus Herbich
265. Erigeron magnimontanus (Cabrera) comb. ined.
266. Erigeron maguirei Cronquist
267. Erigeron major (Boiss.) F. Vierh.
268. Erigeron mancus Rydb.
269. Erigeron maniopotamicus G. L. Nesom & T. W. Nelson
270. Erigeron mariposanus Congdon
271. Erigeron mashadensis Parsa & Maleki
272. Erigeron maxonii S. F. Blake
273. Erigeron mayoensis G. L. Nesom
274. Erigeron melanocephalus (A. Nelson) A. Nelson
275. Erigeron mendocinensis D. J. Keil
276. Erigeron metrius S. F. Blake
277. Erigeron mihianus S. F. Blake
278. Erigeron mimus (S. F. Blake) G. L. Nesom
279. Erigeron miser A. Gray
280. Erigeron miyabeanus Tatew. & Kitam.
281. Erigeron modestus A. Gray
282. Erigeron mohinorensis G. L. Nesom
283. Erigeron monorchis Griseb.
284. Erigeron monticolus Wall. ex DC.
285. Erigeron morelensis Greenm.
286. Erigeron morrisonensis Hayata
287. Erigeron muirii A. Gray
288. Erigeron multiceps Greene
289. Erigeron multifolius Hand.-Mazz.
290. Erigeron multiradiatus (Lindl. ex DC.) Benth.
291. Erigeron muralis Lapeyr.
292. Erigeron mutsuensis Kadota
293. Erigeron myosotis Pers.
294. Erigeron nacoriensis G. L. Nesom
295. Erigeron nannogeron Rech. fil.
296. Erigeron nanus Nutt.
297. Erigeron narcissus G. L. Nesom
298. Erigeron nauseosus (M. E. Jones) A. Nelson
299. Erigeron neglectus A. Kern.
300. Erigeron nematophylloides S. L. Welsh & A. Huber
301. Erigeron nematophyllus Rydb.
302. Erigeron neomexicanus A. Gray
303. Erigeron nitens G. L. Nesom
304. Erigeron nivalis Nutt.
305. Erigeron oaxacanus Greenm.
306. Erigeron ochroleucus Nutt.
307. Erigeron ocoensis Urb. & Ekman
308. Erigeron oliganthus (Cabrera) comb. ined.
309. Erigeron olympicus Schott & Kotschy
310. Erigeron onofrensis G. L. Nesom
311. Erigeron oreades (Schrenk) Fisch. & C. A. Mey.
312. Erigeron oreganus A. Gray
313. Erigeron oreophilus Greenm.
314. Erigeron othonnifolius Hook. & Arn.
315. Erigeron ovinus Cronquist
316. Erigeron oxyphyllus Greene
317. Erigeron pacalis Björk
318. Erigeron pacayensis Greenm.
319. Erigeron pallens Cronquist
320. Erigeron pallidus Popov
321. Erigeron palmeri A. Gray
322. Erigeron palosverdensis Uelman
323. Erigeron pamiricus Botsch. & Kochk.
324. Erigeron pampeanus Parodi
325. Erigeron paolii Gamisans
326. Erigeron parishii A. Gray
327. Erigeron parryi Canby & Rose
328. Erigeron patagonicus Phil.
329. Erigeron pattersonii G. L. Nesom
330. Erigeron paucilobus Urb.
331. Erigeron pauper Benoist
332. Erigeron pazensis Sch. Bip. ex Rusby
333. Erigeron pencanus (Phil.) comb. ined.
334. Erigeron peregrinus (Pursh) Greene
335. Erigeron perijaensis (S. Díaz & A. Correa) comb. ined.
336. Erigeron petiolaris F. Vierh.
337. Erigeron petroiketes Rech. fil.
338. Erigeron petrophilus Greene
339. Erigeron philadelphicus L.
340. Erigeron pinkavii B. L. Turner
341. Erigeron pinnatisectus (A. Gray) A. Nelson
342. Erigeron piperianus Cronquist
343. Erigeron piscaticus G. L. Nesom
344. Erigeron plesiogeron Rech. fil.
345. Erigeron podolicus Besser
346. Erigeron podophyllus G. L. Nesom
347. Erigeron poliospermus A. Gray
348. Erigeron politus Fr.
349. Erigeron polycephalus (Larsen) G. L. Nesom
350. Erigeron polycladus Urb.
351. Erigeron popayanensis Hieron.
352. Erigeron popovii Botsch.
353. Erigeron porphyrolepis Y. Ling & Y. L. Chen
354. Erigeron porsildii G. L. Nesom & D. F. Murray
355. Erigeron potosinus Standl.
356. Erigeron primulifolius (Lam.) Greuter
357. Erigeron pringlei A. Gray
358. Erigeron procumbens (Houst. ex Mill.) G. L. Nesom
359. Erigeron pseuderiocephalus Popov
360. Erigeron pseudoseravschanicus Botsch.
361. Erigeron pseudotenuicaulis Brouillet & Y. L. Chen
362. Erigeron psilocaulis Urb.
363. Erigeron pubescens Kunth
364. Erigeron pulchellus Michx.
365. Erigeron pulcher Phil.
366. Erigeron pulcherrimus A. Heller
367. Erigeron pumilus Nutt.
368. Erigeron punjabensis Akhtar & Chaudhri
369. Erigeron purpurascens Y. Ling & Y. L. Chen
370. Erigeron purpuratus Greene
371. Erigeron pygmaeus (A. Gray) Greene
372. Erigeron quattuordomuum Molinari
373. Erigeron quercifolius Lam.
374. Erigeron quiexobrensis G. L. Nesom
375. Erigeron radicatus Hook.
376. Erigeron raphaelis Cuatrec.
377. Erigeron reconditus G. L. Nesom
378. Erigeron reductus (Cronquist) G. L. Nesom
379. Erigeron reinanus G. L. Nesom
380. Erigeron reitzianus (Cabrera) comb. ined.
381. Erigeron religiosus Cronquist
382. Erigeron retirensis (Cabrera) comb. ined.
383. Erigeron rhizomactis G. L. Nesom
384. Erigeron rhizomatus Cronquist
385. Erigeron robustior (Cronquist) G. L. Nesom
386. Erigeron rosulatus Wedd.
387. Erigeron rupicola Phil.
388. Erigeron rybius G. L. Nesom
389. Erigeron rydbergii Cronquist
390. Erigeron sachalinensis Botsch.
391. Erigeron salishii G. W. Douglas & Packer
392. Erigeron salmonensis Brunsfeld & G. L. Nesom
393. Erigeron saltensis (Cabrera) comb. ined.
394. Erigeron sanctarum S. Watson ex Brandegee
395. Erigeron saracachiensis G. L. Nesom
396. Erigeron saxatilis G. L. Nesom
397. Erigeron sceptrifer G. L. Nesom
398. Erigeron schalbusii F. Vierh.
399. Erigeron schleicheri Gremli
400. Erigeron schmalhausenii Popov
401. Erigeron schnackii Solbrig
402. Erigeron scoparioides G. L. Nesom
403. Erigeron scopulinus G. L. Nesom & V. D. Roth
404. Erigeron seemannii (Sch. Bip.) Greene
405. Erigeron semibarbatus DC.
406. Erigeron seravschanicus Popov
407. Erigeron serpentinus G. L. Nesom
408. Erigeron serranus (Cabrera) comb. ined.
409. Erigeron silenifolius (Turcz. ex DC.) Botsch.
410. Erigeron sionis Cronquist
411. Erigeron sivinskii G. L. Nesom
412. Erigeron socorrensis Brandegee
413. Erigeron sogdianus Popov
414. Erigeron sparsifolius Eastw.
415. Erigeron speciosus (Lindl.) DC.
416. Erigeron spiciformis Griseb.
417. Erigeron spiculosus Hook. & Arn.
418. Erigeron stanfordii I. M. Johnst. ex G. L. Nesom
419. Erigeron stanselliae K. L. Chambers
420. Erigeron stenophyllus Hook. & Arn.
421. Erigeron strigosus Muhl. ex Willd.
422. Erigeron strigulosus Greene
423. Erigeron stuessyi Valdeb.
424. Erigeron subacaulis (Mc Vaugh) G. L. Nesom
425. Erigeron subalpinus Urb.
426. Erigeron subglaber Cronquist
427. Erigeron sublyratus Roxb. ex DC.
428. Erigeron subtrinervis Rydb.
429. Erigeron suffruticosus (Phil.) comb. ined.
430. Erigeron sumatrensis Retz.
431. Erigeron supplex A. Gray
432. Erigeron taipeiensis Y. Ling & Y. L. Chen
433. Erigeron taiwanensis S.S.Ying
434. Erigeron talyschensis Tzvelev
435. Erigeron taylorii Britton & P. Wilson
436. Erigeron tenellus DC.
437. Erigeron tener (A. Gray) A. Gray
438. Erigeron tenerus (Phil.) comb. ined.
439. Erigeron tenuis Torr. & A. Gray
440. Erigeron tephropodus G. L. Nesom
441. Erigeron thermarum (Phil.) Cabrera
442. Erigeron thrincioides Griseb.
443. Erigeron thunbergii A. Gray
444. Erigeron tianschanicus Botsch.
445. Erigeron tracyi Greene
446. Erigeron trifidus Hook.
447. Erigeron trihecatactis S. F. Blake
448. Erigeron trimorphopsis Botsch.
449. Erigeron tuerckheimii Urb.
450. Erigeron tunariensis Kuntze
451. Erigeron turnerorum G. L. Nesom
452. Erigeron tweedyi Canby
453. Erigeron uintahensis Cronquist
454. Erigeron uliginosus Benth.
455. Erigeron uncialis S. F. Blake
456. Erigeron unguiphyllus G. L. Nesom
457. Erigeron uniflorus L.
458. Erigeron untermannii S. L. Welsh
459. Erigeron ursinus Eaton
460. Erigeron utahensis A. Gray
461. Erigeron vagus Payson
462. Erigeron valdivianus (Phil.) comb. ined.
463. Erigeron variifolius S. F. Blake
464. Erigeron vegaensis Urb.
465. Erigeron velutipes Hook. & Arn.
466. Erigeron veracruzensis G. L. Nesom
467. Erigeron vernus (L.) Torr. & A. Gray
468. Erigeron versicolor (Greenm.) G. L. Nesom
469. Erigeron vetensis Rydb.
470. Erigeron vicarius Botsch.
471. Erigeron vicinus G. L. Nesom
472. Erigeron violaceus Popov
473. Erigeron vreelandii Greene
474. Erigeron watsonii (A. Gray) Cronquist
475. Erigeron wellsii G. L. Nesom
476. Erigeron wightii DC.
477. Erigeron wilkenii O'Kane
478. Erigeron wislizeni (A. Gray) Greene
479. Erigeron yukonensis Rydb.
480. Erigeron zacatensis G. L. Nesom
481. Erigeron zederbaueri F. Vierh.
482. Erigeron ×daveauanus (Sennen) Greuter
483. Erigeron ×enderi Murr
484. Erigeron ×helveticus Brügger
485. Erigeron ×huelsenii Vatke
486. Erigeron ×intercalaris Sennikov
487. Erigeron ×pilosiusculus Sennikov
488. Erigeron ×pseudocrispus Pierrot
489. Erigeron ×stanleyi (A. R. G. Mundell) A. R. G. Mundell
490. Erigeron ×vandasii Vierh.
491. Erigeron ×vierhapperi (Briq. & Cavill.) Janch.